# Chocolaterie de Beussent Lachelle
 (août 2010).
Si vous disposez d'ouvrages ou d'articles de référence ou si vous connaissez des sites web de qualité traitant du thème abordé ici, merci de compléter l'article en donnant les références utiles à sa vérifiabilité et en les liant à la section « Notes et références ».
La chocolaterie de Beussent Lachelle et Les chocolats de Beussent sont des marques déposées de chocolats artisanaux du nord de la France.

## Histoire
En 1985, les frères Bruno et Alain de Rick créent et ouvrent une chocolaterie dans le village de Beussent, dans le Pas-de-Calais. Les chocolats de Beussent sont nés et rencontrent rapidement un vif succès dans le sud de la Côte d'Opale. Plusieurs boutiques ouvrent dans la région puis une nouvelle chocolaterie ouvre en 1994 dans le village de Lachelle, dans l'Oise. La marque change de nom et devient « Chocolaterie de Beussent Lachelle » bien que la dénomination des produits demeure « Les chocolats de Beussent ». De nombreuses boutiques ont ouvert depuis. 
La famille revend la chocolaterie en 2013 à Fabrice Boucher et Marcello Di Giacomo.
Depuis le 17 mars 2022, Frédéric Aigle Boucher est à la tête de l'entreprise.

## Production

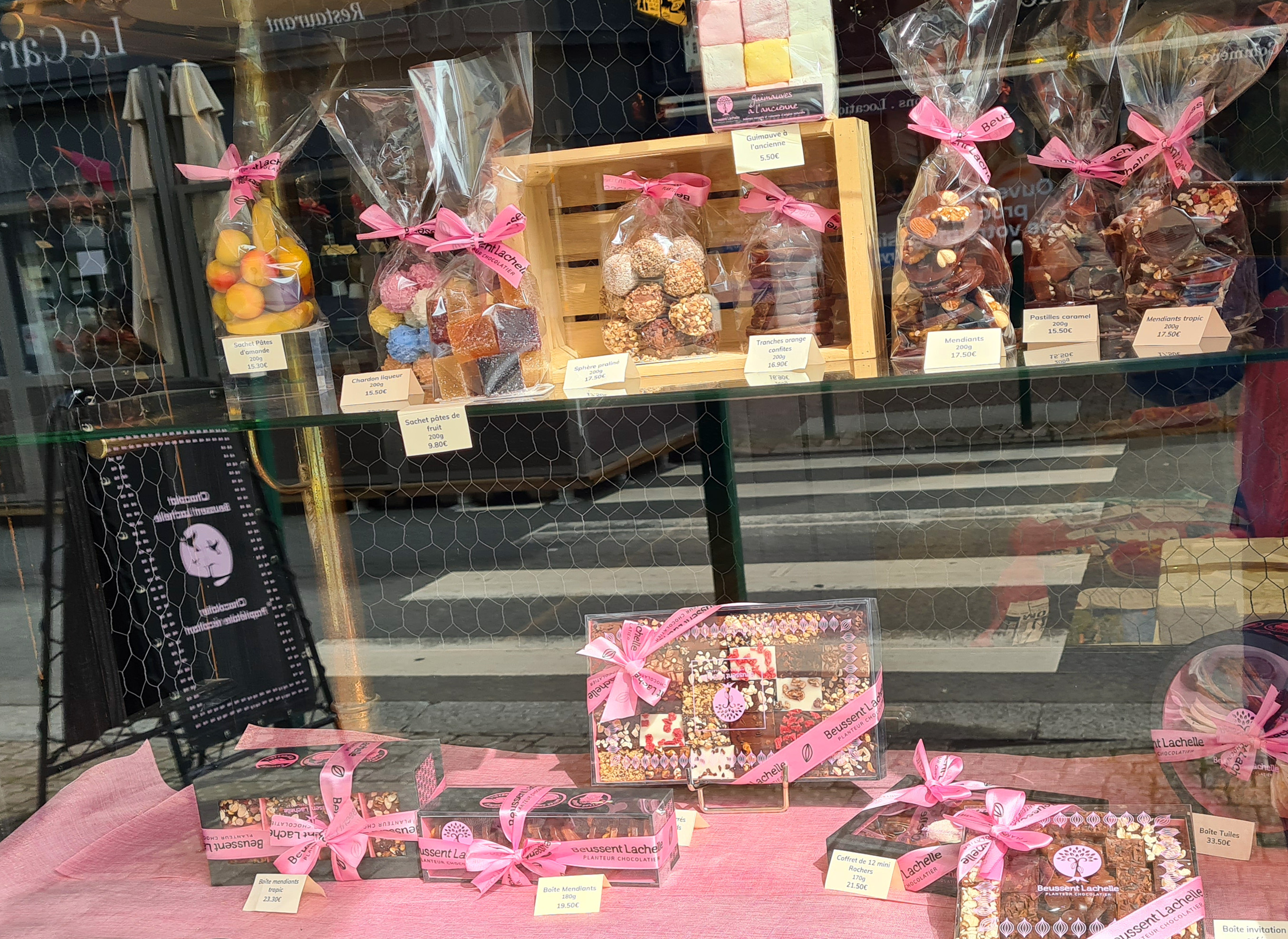
Sélection de produits.

Les chocolats de Beussent sont artisanaux. Le choix des matières premières et la fabrication sont soumis à un cahier des charges strict. Les chocolats Beussent Lachelle sont fabriqués directement à partir des fèves de cacao provenant de leur propre plantation de cacao bio en Équateur : la plantation Inalnapo (200 hectares). Toutes les étapes sont effectuées par les artisans de la chocolaterie, du choix des fèves à leur torréfaction jusqu'au conchage. Le site de Beussent produit environ 80 tonnes par an et Lachelle 20 tonnes,,.

## Commercialisation

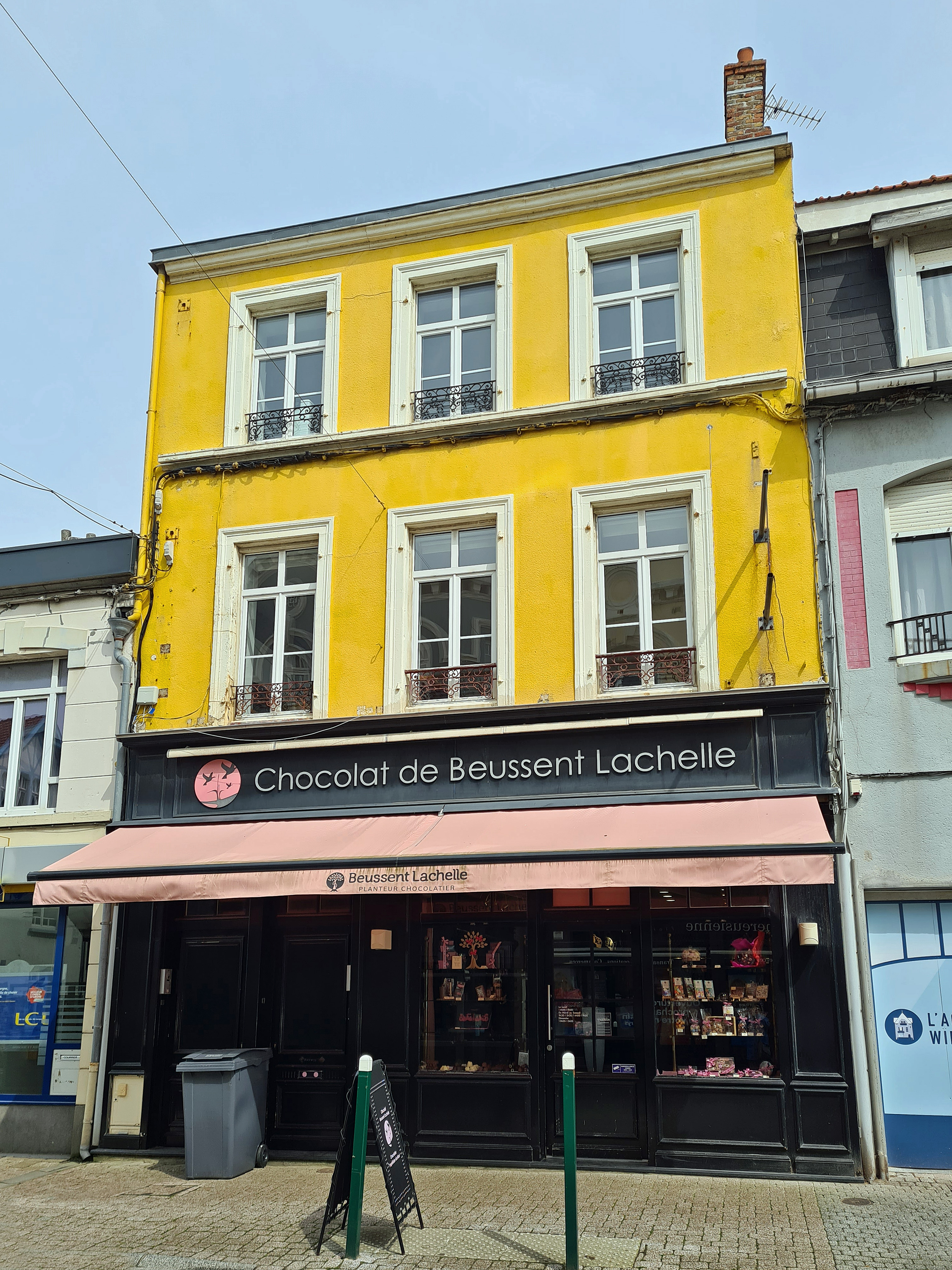
Boutique à Wimereux.

25 boutiques commercialisent, en France, les produits de la chocolaterie de Beussent Lachelle, dont 22 dans les Hauts-de-France, une à Paris, une à La Baule et une à Deauville,,.

## Tourisme
Les chocolats de Beussent constituent aujourd'hui une spécialité culinaire du Montreuillois et du Boulonnais.
Les ateliers de fabrication de Beussent et Lachelle sont ouverts au public. Il y a environ une dizaine de milliers de visiteurs par an.
En 2004, la chocolaterie de Beussent Lachelle reçoit la médaille de bronze du tourisme. Elle est sélectionnée par les guides Michelin[réf. souhaitée].
En 2002, Gerard Moreau, ancien gérant du site de Lachelle, a remis à Elodie Gossuin, ancienne Miss France, et Miss Europe, une couronne en chocolat[réf. souhaitée].